# Diao Sadio
Sadio Diao (sinh ngày 31 tháng 7 năm 1990) là một cầu thủ bóng đá người Sénégal.
Gia nhập Quảng Nam vào năm 2016, Diao tạo nên cặp đôi tấn công cùng với cầu thủ Brasil Claudecir. 
V.League 1 2016 kết thúc, Quảng Nam quyết định kết thúc hợp đồng của anh.
Anh sau đó được Khánh Hòa tuyển về để gia cố thêm hàng tiền đạo.